# بخش وین (وارن، اوهایو)
بخش وین (به انگلیسی: Wayne Township) یک منطقهٔ مسکونی در ایالات متحده آمریکا است که در شهرستان وارن، اوهایو واقع شده‌است.
 بخش وین ۱۲۰٫۰ کیلومتر مربع مساحت و ۷٬۲۵۰ نفر جمعیت دارد و ۲۲۰ متر بالاتر از سطح دریا واقع شده‌است.